# Läckert
Läckert är ett musikalbum av Coca Carola. Släppt 1994 på Beat Butchers. Inspelad och mixad vid Traxton Recording av Christian Edgren och Coca Carola december 1993 och januari 1994. Mart från De Lyckliga Kompisarna hjälper till med sång på vissa låtar.

## Låtar på albumet
| Nr  | Titel                                      | Längd | Notering |
| --- | ------------------------------------------ | ----- | -------- |
| 1.  | Hon i fönstret                             | 2.58  |          |
| 2.  | Religioner                                 | 3.04  |          |
| 3.  | Mina fantasier                             | 2.42  |          |
| 4.  | Paintball Boys                             | 2.00  |          |
| 5.  | Sekunder                                   | 2.16  |          |
| 6.  | Mitt ego och jag                           | 2.43  |          |
| 7.  | Bagatellen Kjell                           | 2.37  |          |
| 8.  | Moderater, byråkrater, ekonomer & fantomer | 2.45  |          |
| 9.  | Spärra in dom                              | 2.33  |          |
| 10. | Dimmornas land                             | 3.18  |          |
| 11. | När jag kommer hem                         | 2.28  |          |
| 12. | Läckert                                    | 1.03  |          |